# トニングリッシュ
トニングリッシュとはトニーイングリッシュ（Tony's English）のこと。ボードビリアンのトニー谷が創始した独特のカタコト英語。トニイングリッシュ、トニーグリッシュと呼ばれることもある。

## 概要
- 1950年までの時期に発生。進駐軍の英語とジャズの影響が大きく、のちのフォロワーたちも「トニングリッシュ」のダイレクトなフォロワーというよりも、同様の風土から育まれた要素が強い。

- 言語学的にはピジンやクレオールに近い形式をもつといえるが、けっして言語として普及したものではない。話者のセンスや表現力がない限りは存立しえない、きわめて孤独な言語であり、表現者による表現でしかない。

- 英語と日本語、ときには中国語由来の外来語、東北方言と思われる語尾、山の手言葉などを適宜おりまぜながら、日本の伝統的な七五調でまとめるのが特徴。語調はきわめてリズミカルである。

- 「マリリン・モンロー→モリリン・マンロー」「アイラブユー→アイブラユー」[1]のようなスプーナリズム（spoonerism [2], 音韻交替）も顕著な特徴の一つである。

- また、日本語の副詞語尾「～り」は「～りんこ」あるいは「～りんこん」と変形することが多い。「ふわり→ふわりんこ」「ぽとり→ポトリンコン」など。

- 英語と日本語の同義反復も多々みられる。「スプリングレイン春雨」[3]など。

- 中国語由来の外来語、戦時中から終戦直後当時、一般的に日本で流通していたいわゆる「兵隊シナ語」の混在が、時代を感じさせる。「没法子 (めーふぁおずー）」「快々的 (かいかいでー）」[4]など。

- 例文「わが信条は、ひとつの望みが潰えても諦めぬことだ。人生は粘りだ。押しが肝心だ」

これをトニングリッシュに訳すと、こうなる。
「マイ・モットウの信条は、一つの望みがポシャッても、ペシャリンコンになるなかれ。人生はこれネバリなり。一押し、二押し、三に押し」

## 註
1. ↑  さいざんすマンボ （デュエット宮城まり子、作詞トニー谷・宮川哲夫、作編曲多忠修、1953年、ビクターレコード）
2. ↑  英語版spoonerismの項を参照
3. ↑  チャンバラ・マンボ （作詞トニー谷・宮川哲夫、作編曲多忠修、1953年、ビクターレコード）
4. ↑  そろばんチャチャチャ （作詞吉川静夫、作編曲大村能章、1955年、ビクターレコード）
5. ↑  1954年（昭和29年）オール讀物4月号、トニー谷『サイザンス人生観』